# 이종섭 (관료)
이종섭(李鍾燮, 일본식 이름: 松谷平雄(마쓰타니 헤이오), 1890년 4월 23일 ~ ?)은 일제강점기의 관료로, 본적은 평안남도 진남포부이다.

## 생애
1918년부터 1925년까지 가등정미소 중역으로 근무했으며, 1919년 2월 23일 진남포 관서재목상회를 창립했다. 주식회사 진남포창고 이사(1919년 11월 17일 ~ 1931년), 대동은행 감사(1920년 3월 13일 ~ 1925년), 조선민립대학기성회 진남포지방부 발기인 및 집행위원장(1923년 2월 21일 ~ 1924년 10월 8일), 진남포공신사 대표(1923년)를 역임했고, 1923년부터 1943년까지 진남포부회 의원을 5차례 역임했다.
1928년 11월 16일 일본 정부로부터 쇼와 대례 기념장을 받았으며, 1929년 4월 3일 진남포 상업회의소 평의원으로 선임되었다. 1930년 6월 18일 진남포 상공회의소 회두로 선임되었고, 1933년 5월 10일과 1937년 5월 24일 평안남도 민선 도회의원에 선출되었다. 삼성농장주식회사 중역(1935년 10월 20일 ~ 1942년), 조선평안철도주식회사 이사(1936년), 평안산업주식회사 대표(1938년 11월 18일)를 역임했으며, 1933년 6월 16일 일본 정부로부터 조선 쇼와 5년 국세 조사 기념장을 받았다.
1938년 4월 20일부터 1941년 4월 19일까지 조선총독부 중추원 참의를 역임했으며, 1939년 1월 육군특별지원병 훈련소를 방문한 자리에서 위문금을 지급했다. 그밖에 조선총독부 물가위원회 위원(1937년 7월)과 조선유도연합회 평의원(1939년), 경방단 평의원(1939년 ~ 1942년), 진남포연와주식회사(1939년 7월 20일 ~ 1942년), 조선임전보국단 발기인(1941년 9월)을 역임했다.
광복 이후인 1949년 반민족행위특별조사위원회 폐지와 함께 공소시효가 끝나면서 불기소 처분을 받았다. 친일파 708인 명단의 중추원 부문, 민족문제연구소의 친일인명사전 수록자 명단의 중추원 부문, 친일반민족행위진상규명위원회가 발표한 친일반민족행위 705인 명단에 포함되었다.

## 참고자료
- 친일반민족행위진상규명위원회 (2009). 〈이종섭〉. 《친일반민족행위진상규명 보고서 Ⅳ-14》. 서울. 184~198쪽.